# Alamo Square
Alamo Square est un quartier résidentiel de San Francisco, en Californie. Il est nommé d'après le jardin public qui constitue son cœur. Il est enclavé dans le quartier de Western Addition, compris dans le cinquième district de la ville. Il est desservi par les bus Muni, notamment les lignes 5, 21, 22 et 24.
Le parc d'Alamo Square s'étend sur quatre blocks et surplombe une colline de laquelle on peut voir le plus gros de la ville. Il est délimité par Hayes Street au sud, Fulton Street au nord, Scott Street à l'ouest et Steiner Street à l'est. Le parc comprend un espace de récréation pour les enfants et un court de tennis, et c'est une destination populaire parmi les riverains, les touristes et les propriétaires de chiens. Une rangée de maisons à l'architecture victorienne, surnommées les Painted Ladies en raison de leurs couleurs pimpantes, sert souvent de décor au cinéma, et on les voit souvent au premier plan des vues vantant San Francisco comme destination touristique. Lorsque le ciel est dégagé, on peut apercevoir la Transamerica Pyramid, le Golden Gate Bridge et le Bay Bridge du centre du parc. La coupole de la mairie de la ville est directement visible de Fulton Street.
La partie de Western Addition qui borde le jardin public est souvent désignée comme le quartier d'Alamo Square. Ses frontières ne sont pas clairement définies, mais on considère généralement qu'il est délimité par Fillmore Street à l'est, Golden Gate Avenue au nord, Divisadero Street à l'ouest et Oak Street au sud. Il est caractérisé par une architecture victorienne prédominante épargnée par les projets de redéveloppement urbain qui ont affecté d'autres parties de Western Addition.

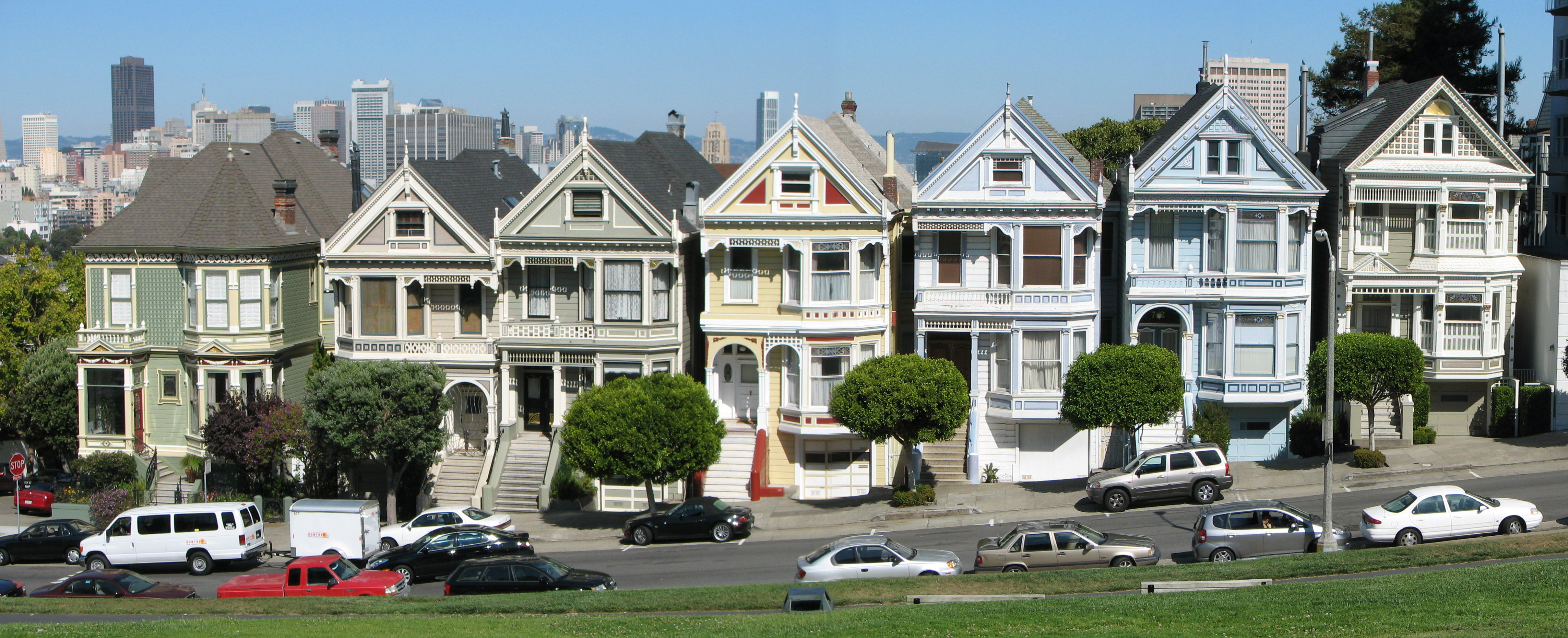
Les « Painted Ladies » d'Alamo Square